# 東京家政大學
東京家政大學（日语：／）是位於日本東京都的私立大学。

## 历史
1949年建校。簡稱東京家政大。創立者為渡邊辰五郎，是日本最早教授戲裝製作的专門學校。
其前身為1881年，渡邊辰五郎在本鄉湯島設立裁縫私塾和洋裁縫傳習所。1892年，得到東京府認可，改稱東京裁縫女學校。1950年設置東京家政大學短期大學部。

## 學部
- 家政學部
  - 兒童學科
  - 兒童教育學科
  - 榮養學科
  - 服飾美術學科
  - 環境教育學科
  - 造形表現學科
- 人文學部
  - 英語報導學科
  - 心理治療學科
  - 教育福祉學科
- 短期大學部
  - 保育科
  - 榮養科
  - 服飾美術科

## 大學院
- 家政學研究科
- 文學研究科

## 外部連結
- 東京家政大學 （页面存档备份，存于）